# أعمال الشغب بسبب الغذاء في العالم العربي
أعمال الشغب بسبب الغذاء في العالم العربي هي احتجاجات وأعمال شغب واضطرابات مدنية تُعزى إلى الغضب الشعبي بسبب نقص الغذاء وارتفاع أسعار المواد الغذائية.
وقعت أعمال الشغب هذه في القرنين 20 و21 في جميع أنحاء الشرق الأوسط وكذلك في معظم بلدان شمال أفريقيا، وتعود الأسباب المباشرة لأعمال الشغب هذه بسبب خفض الحكومات الدعم على المواد الغذائية والتضخم ثم الركود الاقتصادي. هذا وتجدر الإشارة إلى أن أعمال الشغب الناتجة عن نقص الأغدية باتت تُعتبر من أكبر الحركات الاجتماعية كما حدث عام 1988 في الجزائر وكذلك انتفاضة الخبز في مصر عام 1977.

## مصر
شهدت مصر أعمال شغب بسبب نقص الغذاء مرتين، كانت الأولى عام 1977 والثانية في 1984.
يوم الأحد الموافق لـ 1 أكتوبر 1984، خرج المصريون في شوارع الإسكندرية قصد التظاهر بسبب غلاء الأسعار والنقص الشديد في الطعام وقد حارب المتظاهرون أفراد الشرطة لمدة ثماني ساعات متواصلة، كما أن مثيري الشغب الذين تجاوز عددهم بالمئات رشقوا الشرطة بالحجارة؛ وقاموا بتخريب العربات في بلدة السوق ونهبها، كما حطموا واجهات المتاجر وأضرموا فيها النيران. وقد ذكرت الشرطة أن هذه الاحتجاجات أدت إلى مقتل شخص واحدا مع إصابة 13 آخرين بجروح خطيرة و40 آخرين بجروح متوسطة إلى طفيفة (بما في ذلك عدد من أفراد الشرطة) وقد تم إلقاء القبض على عدد منهم في وقت لاحق.

## الأردن
شهدت الأردن أعمال شغب بسبب نقص الغداء في مناسبتين، كانت الأولى عام 1989 والثانية في 1996.
تخلف الأردن عن تسديد ديونه لفائدة صندوق النقد الدولي كان يدفع بالحكومة إلى الزيادة في الأسعار بين 10 إلى 15% مما كان يؤدي إلى إنهاك الشعب الأردني، هذا الأخير الذي بدأ بالقيام بالتظاهرات في جنوب مدينة معان بتاريخ نيسان/أبريل 1989 قبل أن تنتقل إلى مدن أخرى في جنوب الأردن. مما تسبب في مقتل أربع مدنيين وجندي واحد، فيما تعرض 32 آخرين على الأقل لإصابات بليغة، وقد عُرفت هذه التظاهرات باسم هبة نيسان.
أما الاحتجاجات الثانية فتمت في 1996، وكانت بسبب تصريحات الملك حسين في مقابلة مع برنامج تلفزيوني من تقديم روبرت ماكنيل حول نقص الطعام في المملكة الهاشمية مما دفع بالجماهير إلى الخروج إلى الشوارع مُعترضين على ما جاء في تصريحات حسين.

## المغرب
شهد المغرب ثلاث أعمال شغب بسبب النقص في الغذاء وكان ذلك في عام 1937،  ثم 1981،  والأخيرة في 1984.

## لبنان
بدأت الاحتجاجات في لبنان يوم الخميس 27 أغسطس 1987 في بيروت وامتدت إلى مدن أخرى خلال الأيام القليلة المقبلة، حيث بدأت المسيرة في جنوب مدينة صيدا من خلال هتافات الجماهير «نحن جائعون! نريد أن نأكل!» كما انتقلت هذه إلى شرق لبنان خاصة في البقاع.
وعلى مدى 15 سنة لقي 120.00 شخص مصرعهم بسبب الحرب الأهلية، كما أن انخفاض قيمة الليرة اللبنانية مقابل الدولار، وهبوط سعر الصرف واستيراد لبنان لـ 85% من احتياجاته الأساسية زاد من شدة الاحتجاجات وزاد من عدد المتظاهرين.